# Brockway (Oregon)
Brockway (korábban Civil Bend) az Amerikai Egyesült Államok északnyugati részén, Oregon állam Douglas megyéjében elhelyezkedő önkormányzat nélküli település.
Névadója B. B. Brockway; az elnevezést 1889-ben változtatták meg, mivel a posta ellenezte a többszavas összetételeket.

## Fordítás
- Ez a szócikk részben vagy egészben  a   Brockway, Oregon című angol Wikipédia-szócikk ezen változatának fordításán alapul.  Az eredeti cikk szerkesztőit annak laptörténete sorolja fel. Ez a jelzés csupán a megfogalmazás eredetét és a szerzői jogokat jelzi, nem szolgál a cikkben szereplő információk forrásmegjelöléseként.